# AFS Intercultural Programs

Logotipo internacional da AFS

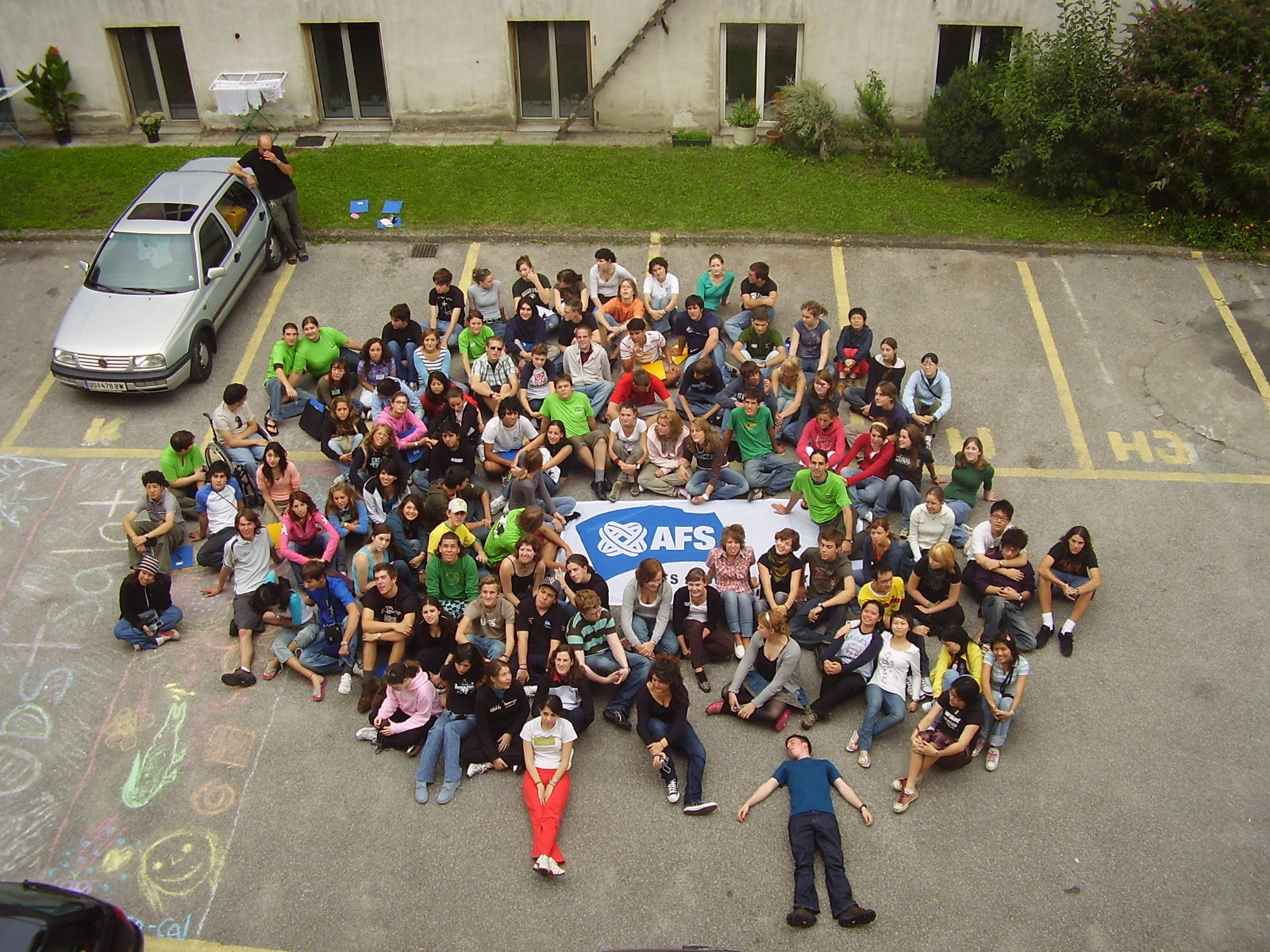
Encontro na Áustria

A AFS Intercultural Programs (AFS, antigo American Field Service, no Brasil: AFS Intercultura Brasil, em Portugal: Intercultura-AFS Portugal) é uma organização não-governamental internacional, sem fins lucrativos, fundada em 1915 por Abram Andrew (1873—1936, antigo professor na Universidade Harvard).
A organização, com sede em Nova Iorque, pretende ajudar a construir um mundo solidário por meio do intercâmbio cultural entre os povos e é a maior e mais antiga organização de intercâmbios para jovens do mundo.
AFS está presente em mais de 50 países e, segundo dados da organização, organizou mais de 370.000 intercâmbios.